# Карв (Куявсько-Поморське воєводство)
Карв (пол. Karw) — село в Польщі, у гміні Ґужно Бродницького повіту Куявсько-Поморського воєводства.
У 1975-1998 роках село належало до Торунського воєводства.